# Letiště Mety-Nancy-Lotrinsko
Letiště Mety-Nancy-Lotrinsko (francouzsky Aéroport Metz-Nancy-Lorraine, IATA: ETZ, ICAO: LFLJ) je mezinárodní letiště nacházející se 25 km jižně od centra Met a 35 km severně od centra města Nancy ve francouzském regionu Lotrinsko. V roce 2006 obsloužilo 340 242 cestujících. Obsluhované destinace zahrnují Alžír, Nantes, Lyon, Marseille, Nice a Toulouse.